# トゥーリオ・レッジェ
トゥーリオ・エウジェーニオ・レッジェ（Tullio Eugenio Regge, イタリア語発音: [ˈtulljo ˈrɛddʒe]、1931年7月11日 - 2014年10月23日）はイタリアの理論物理学者である。

## 生涯
1952年にトリノ大学でマリオ・ヴェルデとグレブ・ワタギンの指導の下で物理学の学士号を取得し、1957年にロチェスター大学でロバート・マーシャックの指導の下でPh.D.を取得した。1958年から1959年までマックス・プランク物理学研究所でヴェルナー・ハイゼンベルクとともに研究をしていた。1961年にトリノ大学の相対性理論の教授に任命された。また、1965年から1979年までプリンストン高等研究所に籍を置いていた。トリノ工科大学の名誉教授でもあり、CERNの客員研究員でもあった。2014年10月23日に死亡した。
家族に、妻で物理学者のRosanna Cesterと3人の子供がいる。

## 業績
1959年にシュレーディンガー方程式のポテンシャル散乱の数学的性質を発見した。散乱振幅は角運動量の解析関数と考えることができ、極の位置は、散乱角の余弦の大きな値の純粋に数学的な領域における振幅の冪乗則の成長率を決定する（すなわち {\displaystyle \cos(\theta )\rightarrow \infty }。 複素角を要する）。この公式はレッジェ理論として知られている。
1960年代初め、レッジェは一般相対性理論の単体の定式化であるレッジェ計算法を導入した。レッジェ計算法は、数値シミュレーションに適した最初の離散ゲージ理論であり、格子ゲージ理論の初期の相対関係であった。1968年にレッジェとG.ポンツァーノは3次元時空におけるレッジェ計算法の量子版を開発した。これは今日ポンツァーノ・レッジェ・モデルとして知られている。これは、スピンフォームモデルとして知られている量子重力の全状態和モデルの最初のものであった。数学においては、このモデルは量子不変量の例であるTuraev-Viroモデルに発展した。
1989年にイタリア共産党の候補者として欧州議会に選出され、1994年まで務めた。また、ハンディキャップ予防研究協会(AIRH)トリノ支部の代表を務めた。

## 賞と栄誉
1964年にハイネマン賞数理物理学部門、1968年にチッタ・ディ・コモ賞、1979年にアルベルト・アインシュタイン賞、1987年にセシル・パウエル・メダルを受賞した。
1996年にICTPのディラック・メダルを、1997年にマルセル・グロスマン賞を、2001年にはポメランチュク賞を受賞した。
小惑星(3778) レッジェは、彼の名にちなむものである。

## 論文
- Lettera ai giovani sulla scienza, Rizzoli, 2004
- Spazio, tempo e universo. Passato, presente e futuro della teoria della relatività, wirh Giulio Peruzzi, UTET Libreria, 2003
- L'universo senza fine. Breve storia del Tutto: passato e futuro del cosmo, Milan, Mondadori, 1999
- Non abbiate paura. Racconti di fantascienza, La Stampa, 1999
- Infinito, Mondadori, 1996
- Gli eredi di Prometeo. L'energia nel futuro, La Stampa, 1993
- Le meraviglie del reale, La Stampa, 1987
- Dialogo, with Primo Levi, Einaudi, 1987
- Cronache Dell'Universo, Boringhieri, 1981